# Rok Jeroncić
Rok Jeroncić (ur. 10 listopada 2001 w Šempeterze pri Gorici) – włoski siatkarz pochodzenia słoweńskiego, reprezentant Włoch juniorów, grający na pozycji środkowego. 
Jego ojciec Gregor i dziadek Rad, również byli siatkarzami. 
W grudniu 2012 roku wraz z kolegami założył zespół muzyczny o nazwie „Black Reaper”. Rok był wokalistą i basistą. W pierwotnym składzie było trio, lecz we wrześniu 2014 roku do zespołu dołączył drugi gitarzysta. Do 2016 roku mieli już za sobą ponad 10 publicznych występów. Był autorem muzyki i tekstu pierwszej piosenki o ironicznym tytule „Let there be war”, gdzie wraz z zespołem skomponował. Nagrali piosenkę w listopadzie 2015 roku w studio P.L.C. w Goriškiej Brdzie w Słowenii.

## Sukcesy klubowe
MEVZA - Liga Środkowoeuropejska:
- 2021[11]

Liga słoweńska:
- 2025[12]
- 2021[13]

Puchar Słowenii:
- 2021[14]

Klubowe Mistrzostwa Świata:
- 2021[15]

Liga włoska:
- 2022[16]

## Sukcesy reprezentacyjne
Mistrzostwa Europy Juniorów:
- 2020[17]